# De catechizandis rudibus
Il De catechizandis rudibus è un trattato scritto da Agostino d'Ippona attorno al 400, nei primi anni dopo la sua investitura a vescovo. L’opera impartisce indicazioni su come svolgere l’attività di formazione del cristiano, illustrando contenuti e modalità del corretto insegnamento catechistico.

## Storia dell'opera

### Datazione e occasione
In merito alla precisa datazione della stesura del trattato sono state sostenute posizioni discordanti, che oscillano in un periodo compreso tra il 399 e il 405. In generale, il testo può essere fatto risalire, per le sue istanze pedagogiche, al primo periodo dell'attività di Agostino come vescovo di Ippona, quando dunque egli era impegnato nella formazione di una casta di figure di riferimento per la Chiesa d'Africa.
Dal testo di Agostino si evince che esso venne composto in risposta alla lettera di un diacono di Cartagine, tale Deogratias (indicato come destinatario del trattato), in cui quest'ultimo si rivolgeva al vescovo d'Ippona per ottenere indicazioni in merito alle modalità pratiche con le quali strutturare l’insegnamento catechistico. Le sue perplessità non dovevano limitarsi a questioni pratiche di disposizione del discorso e di scelta dei contenuti, ma dovevano toccare anche problematiche relative al modo di approcciarsi con gli aspiranti discepoli.
Nel testo agostiniano entrambi questi aspetti vengono recepiti e affrontati analiticamente, snodandosi lungo due direttive principali: da una parte, l’autore si prefigge l'obiettivo della definizione dei contenuti di fede da presentare a chi viene per la prima volta a contatto col cristianesimo; dall'altra, cerca di dare risposta alla domanda sulle modalità con cui l'educatore deve veicolare questi stessi contenuti.

### La catechesi di V secolo in Nord Africa
Nel contesto in cui operava Agostino al tempo della stesura del trattato, nel Nord Africa del V secolo, le modalità di catechesi prevedevano che l’insegnamento prendesse avvio a partire da un’iniziale richiesta formale da parte degli aspiranti discepoli. Questi venivano dunque invitati, privatamente o come parte di un piccolo gruppo, a prendere parte a una lezione preliminare sui fondamenti principali della fede cristiana, in cui venivano al contempo vagliate le motivazioni dell’interesse dei richiedenti (accedentes o venientes) nei confronti dell’argomento.
Superata questa fase di primo contatto col mondo cristiano, l’allievo iniziava un percorso di catecumenato: era questo un lungo periodo di formazione, durante il quale il catechumenos (o auditor) era ammesso a prendere parte alle occasioni di culto, ma veniva ancora escluso dal rito eucaristico; a questo avrebbe potuto partecipare solo dopo aver ricevuto il battesimo. Coloro che avevano portato a termine il proprio percorso formativo ma non avevano ancora ricevuto il sacramento battesimale, prendevano il nome di competentes e ottenevano lo status di fideles solo dopo la consacrazione. A questi si aggiungeva un’altra categoria, quella del neophyte, che comprendeva i battezzati che continuavano che continuava tuttavia a ricevere istruzione, in qualità di nuovi cristiani.
La guida che Deogratias domanda, dunque, riguarda le modalità con cui approcciarsi con coloro che per la prima volta venivano a contatto con l’insegnamento cristiano (i rudes, come indicati da Agostino stesso) e che quindi potevano avere una base di conoscenze molto limitata in merito. All’interno del complesso di testi della prima cristianità riguardanti la catechesi, il De catechizandis rudibus è probabilmente il solo a occuparsi nello specifico della primissima educazione degli aspiranti discepoli.
Per queste motivazioni, il vescovo d’Ippona investe molta attenzione nei consigli educativi da impartire per mezzo di questo trattato: è per lui di primaria importanza che queste iniziali lezioni riescano a veicolare in breve ma in modo esaustivo la complessità del messaggio cristiano, per avvicinare alla fede anche coloro che non dispongano di ampie basi conoscitive di partenza. In questo contesto, ben si comprende la grande attenzione con cui Agostino affronta il tema della formazione del catechista, che deve mostrarsi non solo preparato nella conoscenza dei contenuti di fede, ma capace anche di servirsi di strumenti comunicativi efficaci.

## L'opera

### Struttura del trattato
Il trattato agostiniano presenta una ripartizione coerente della materia e una struttura definita. Dopo una breve introduzione e alcune osservazioni preliminari (1-2), i contenuti vengono distinti in due macro-sezioni, dedicate rispettivamente alla definizione dei fondamenti teorici generali dell’insegnamento (3-14) e alla presentazione di esempi pratici di catechesi (15-27).
La prima sezione si concentra inizialmente sulla figura dell’interlocutore, occupandosi delle corrette modalità di strutturazione del discorso catechistico (3-5) e impartendo consigli su come ammonire ed esortare efficacemente l’allievo (6-7), anche in relazione alla classe sociale e agli studi precedenti di quest’ultimo (8‑9). L’attenzione si sposta poi sulla persona del catechista e su come egli possa raggiungere la corretta e gioiosa disposizione d’animo che si addice all’insegnamento.
La seconda sezione definisce invece i contenuti che devono essere veicolati dal docente in questa prima fase di avvicinamento del discepolo alla dottrina cristiana, con la presentazione di due diversi modelli di catechesi di ampiezza più (16-26.23) o meno estesa (26.24-27).

### Contenuti

#### Introduzione
L’introduzione è caratterizzata dalla presenza di alcuni elementi iniziali tipici del genere epistolare, quali indicazione del destinatario e dell’occasione, cui segue poi una breve panoramica degli argomenti e delle finalità dell’opera stessa.
Nei primi due capitoli vengono dunque presentati il diacono Deogratias e le questioni da lui poste ad Agostino; dopo alcune osservazioni preliminari circa le problematiche comunicative che caratterizzano lo scambio docente-allievo (in particolare, la distanza che intercorre tra l’intenzione dell’insegnamento e la parola detta), l’autore dichiara esplicitamente gli argomenti che si prefigge di affrontare nel corso della trattazione: «Tratteremo pertanto in primo luogo del metodo con cui affrontare l’esposizione storica, secondo il desiderio che hai espresso, poi dei temi relativi all’insegnare e all’esortare, infine del modo di ottenere la gioia a cui si è fatto cenno: tutto ciò seguendo l’ispirazione che Dio ci darà».

#### I fondamenti teorici

##### L’attenzione verso l’interlocutore
La trattazione prende quindi avvio dalla definizione delle corrette modalità e della giusta ampiezza con cui il discorso catechistico dev’essere narrato. Il docente deve badare a non annoiare né confondere l’interlocutore, selezionando attentamente i punti-chiave della storia da approfondire, senza pretendere di trattarla per intero. Ampio spazio viene poi riservato alla presentazione dell’insegnamento d’amore di Cristo come centro della catechesi, principio cui colui che insegna deve attenersi nell’approccio col discepolo e verso cui deve orientare la totalità del suo insegnamento.
Agostino invita dunque il catechista a informarsi in via preliminare sulle motivazioni che spingono il discepolo a volersi fare cristiano: non potendo sapere sino a che punto l’allievo è ben disposto verso l’insegnamento, il catechista deve innanzitutto rivolgere l’attenzione al proprio interlocutore e adoperarsi perché egli maturi, o irrobustisca, la propria volontà di apprendere.
Dopo un breve inciso relativo alla comunicazione delle grandi verità di fede e alla confutazione di chi non vi crede, l’attenzione di Agostino passa ancora una volta alla natura dell’allievo: vengono affrontate le particolari casistiche dell’insegnamento rivolto a interlocutori che appartengano alle categorie degli uomini colti e dei retori, con consigli relativi alle modalità comunicative da adottare nell’approccio con essi.

##### L’atteggiamento del catechista
Vengono analizzate, a questo punto, le difficoltà che il catechista si trova a dover affrontare in prima persona, in relazione tanto a questioni comunicative (come la percezione di non essere in grado di trasmettere nella forma adeguata l’insegnamento) quanto alla disposizione generale del suo animo.
Agostino prende atto dei limiti dell’insegnante, soggetto anch’egli alla possibilità d’errore, e impartisce utili consigli su come affrontare queste mancanze in modo costruttivo. Anche il catechista rischia, per esempio, di ricadere nella noia della ripetizione dei medesimi contenuti: egli dovrà invece affrontare il proprio compito con gioia, in quanto sarà proprio lo sguardo del discepolo a rinnovare con fresche impressioni la materia già nota all’insegnante.
Molte e gravi difficoltà si presentano anche in relazione all’atteggiamento dell’allievo. In questo senso, Agostino impartisce consigli in merito a come affrontare i comportamenti dei discepoli che possono mettere in difficoltà il catechista: nel caso di un allievo che mostri di non assimilare la materia, il compito del discente sarà quello di spronare quest’ultimo a manifestare le motivazioni della sua mancanza di interesse e agire di conseguenza; qualora invece ci si accorga di una perdita di attenzione dell’uditorio, bisognerà trovare il modo di scuoterlo dal torpore.
Viene preso in considerazione anche il poco interesse del catechista stesso, qualora abbia dovuto tralasciare altre occupazioni per dedicarsi all’insegnamento: anche in questi casi è suo compito, per il bene degli altri, operare sempre con amore. E anche in merito al programma di lavoro viene consigliata la massima duttilità, in funzione del discepolo.
Da ultimo, vengono impartiti consigli relativi a come affrontare gioiosamente l’insegnamento anche quando il discente sia in stato di turbamento interiore per motivazioni personali.

#### Esempi di insegnamento
La seconda parte del trattato si presenta come una lunga esposizione di quelli che devono essere i contenuti dell’insegnamento catechistico, rispondendo più da vicino alla specifica domanda di Deogratias. Questa sezione viene preceduta da una premessa sulle differenti situazioni di insegnamento: non è la medesima cosa scrivere per un lettore futuro o parlare a un uditore presente, insegnare a una o più persone, discutere tra familiari o in mezzo alla folla, insegnare a uomini colti o ignoranti o di altro tipo.

##### Primo modello di catechesi: esempio esteso
Agostino delinea così il percorso di conversione di un nuovo discepolo, un esempio ipotetico che possa fungere come modello generale.
Vengono dapprima affrontate le modalità con cui approcciarsi per la prima volta all’allievo, per renderlo consapevole del significato e delle più profonde motivazioni di una conversione cristiana. Il discorso passa poi all’esposizione dei contenuti di fede: vengono presentati esempi relativi alle modalità con cui esporre il racconto della creazione del mondo e dell’uomo, con enfasi riguardo al rapporto di quest’ultimo con la donna. La trattazione continua col tema della divisione tra uomini empi e buoni e del perdono divino, con attenzione particolare nei confronti della figura di Abramo. Vengono in seguito descritti i maggiori eventi dell’Antico Testamento, interpretati come prefigurazione dell’avvento di Gesù e degli avvenimenti del Nuovo Testamento: l’esodo degli Ebrei dall’Egitto, il dono della Legge sul monte Sinai, la costruzione di Gerusalemme, l’occupazione di quest’ultima, la schiavitù in Babilonia, la riedificazione del tempio e l’avvento dei Romani.
Questa prima sezione, dedicata agli eventi che precedono la venuta di Cristo, trova sistemazione in una divisione complessiva della storia in sei epoche: la prima, dalla Creazione a Noè; la seconda, da Noè ad Abramo; la terza, da Abramo a David; la quarta, da David alla schiavitù babilonese; la quinta, dalla schiavitù babilonese alla venuta di Cristo; la sesta, che ha inizio con la venuta di Cristo.
L’ultima epoca costituisce, nella visione agostiniana, l’adempimento delle prefigurazioni di tutte le età precedenti, il tempo in cui avviene il rinnovamento e superamento dell’antica alleanza di Dio con l’uomo: per tale motivo, ampio spazio viene dato alla narrazione della venuta del Messia e del suo significato. Vengono innanzitutto descritti per sommi capi le principali verità di fede legate alla vita del Cristo: l’immacolata concezione, la predicazione, la morte e resurrezione, l’impartizione di due nuovi comandamenti (che riassumono in sé i dieci della Legge), l’infusione dello Spirito Santo ai discepoli e l’inizio della loro predicazione. Agostino prosegue poi nel suo discorso con la narrazione della conversione dei primi giudei al cristianesimo e del caso particolare della predicazione di Paolo, fino a toccare il momento presente, cui la Chiesa è giunta attraversando un difficile cammino segnato da dolorosi martirii – e la prefigurazione delle speranze future.
A questa breve narrazione degli eventi della «sesta epoca» segue infine l’exhortatio conclusiva al discepolo – perché egli si mantenga saldo nella fede, non ceda alle tentazioni e riponga fiducia nella Chiesa – e istruzioni sulle modalità con cui il catechista debba introdurre l’allievo ai sacramenti e ai riti cristiani.

##### Secondo modello di catechesi: esempio breve
Il capitolo conclusivo è infine dedicato all’esposizione di un esempio meno ampio di catechesi, arrivando a costituire una vera e propria una summa di quanto detto esposto nelle sezioni precedenti. Vengono così riassunte in breve le parti di cui il discorso catechistico deve essere composto, con narrazione della storia della salvezza dell’uomo per mezzo della venuta di Cristo e dell’avveramento delle profezie scritturali, sino alla speranza nella vita eterna. Infine, si aggiunge un’esortazione finale a un comportamento retto e saldo davanti alla tentazione.

### Le modalità d'insegnamento
Oltre alla trattazione degli specifici contenuti di fede che il catechista deve presentare all’aspirante discepolo nella prima fase della formazione cristiana, l’opera agostiniana affronta numerose questioni che, pur essendo qui declinate secondo la particolare prospettiva della catechesi cristiana, possono essere facilmente applicate a qualsiasi situazione d’insegnamento. A questo proposito, sono dunque individuabili alcune tematiche principali attorno alle quali ruota la trattazione di problematiche educative generali.
- L’inadeguatezza della parola e la gioiosità. Agostino simpatizza con Deogratias, manifestando la consapevolezza della distanza che spesso intercorre tra il discorso pronunciato e l’intenzione con cui ci si approccia all’insegnamento. La parola detta non sempre riesce ad esprimere con la giusta pregnanza ciò che si sente nell’intimo: questa difficoltà comunicativa rende il maestro insoddisfatto di sé e del proprio insegnamento, contribuendo a far apparire il discorso stesso abiectum e fastidiosum, (almeno agli occhi del docente).[37] Agostino cerca dunque di aggirare questa problematica (che rischia di minare le fondamenta della possibilità d’insegnamento e l’efficacia di quest’ultimo) consigliando la via della gioiosità:[38] «non è cosa difficile raccomandare da dove e fino a dove si debba narrare ciò che è insegnato come materia di fede […]. In quali modi piuttosto ciò debba essere fatto perché il catechista insegni con gioia (infatti, quanto più sarà pieno di gioia tanto più riuscirà accetto presso chi lo ascolta): è questo il massimo impegno a cui occorre dedicarsi».[39]
- L’attenzione per l’interlocutore. Nel corso dell’intero trattato, emerge come necessità primaria la modulazione dell’insegnamento sulla base delle caratteristiche dell’allievo e dei feedback da lui prodotti in risposta al docente. Rilevante che vengano prese in esame le diverse modalità di approccio che il maestro deve sfruttare in base alla classe sociale di appartenenza dell’interlocutore e all’intenzione con cui questo si accosta allo studio, oltre agli accorgimenti che devono essere adottati qualora si riscontri un calo di attenzione nell’uditorio.
- L’atteggiamento e le difficoltà del maestro. Se il maestro deve rivolgere molta attenzione alle reazioni del discepolo all’insegnamento, con altrettanta cura deve fare in modo di mostrarsi egli stesso aperto e disponibile. Per tale motivo, Agostino dedica ampio spazio all’analisi delle situazioni, del tutto comuni e attuali, che possono prevenire il maestro dallo svolgere il proprio ruolo con la giusta disposizione d’animo: la difficoltà di dover improvvisare un discorso orale in prima persona, la noia di ripetere concetti già assimilati, il fastidio verso un allievo indolente o poco acuto, il dispiacere di dover tralasciare altre occupazioni per dedicarsi alla catechesi, le preoccupazioni personali. Per ciascuna di queste casistiche vengono proposti specifici tentativi di risoluzione, ma, in ultima analisi, tutto viene ricondotto ancora una volta al consiglio principe esposto già all’inizio del trattato: una disposizione d’amore verso l’Altro e un atteggiamento gioioso nei confronti dell’insegnamento possono sopperire a qualunque mancanza e limite del docente.

#### Problematiche del primo cristianesimo
Il contesto storico-culturale in cui Agostino opera si rivela chiaramente nell’emergere, nel corso della narrazione, di alcune delle problematiche più scottanti della prima cristianità. Questi nuclei narrativi risultano imprescindibili per comprendere appieno le difficoltà della diffusione di un messaggio unitario e coerente nei primi secoli dopo la predicazione di Gesù (e, in particolare, dopo il concilio di Nicea del 325).
- L’integrazione di Antico e Nuovo Testamento. Di non facile soluzione risulta inizialmente, nel contesto cristiano, la questione relativa alla necessità di non rinnegare la tradizione antica dell’ebraismo pur aderendo a una prospettiva nuova e diversa. Nel testo viene sostenuta, a questo proposito, la via della prefigurazione: l’Antico Testamento rappresenta il luogo materiale in cui è contenuta la presenza pre-incarnata di Cristo, una narrazione di eventi che preannunciano la venuta di Gesù e che, pertanto, deve essere letta nella sua interezza in funzione cristologica.[40]
- La parola “semplice” dei testi sacri e il dialogo con la classe colta. Un altro problema che la prima cristianità dovette affrontare fu quello relativo alla diffusione del messaggio di fede all’interno delle classi colte, alle quali la forma stilistica dei testi sacri doveva apparire poco raffinata. Agostino affronta questa difficoltà, consigliando al catechista che si rivolga a interlocutori già istruiti in materia retorica di guidarli con criterio nella lettura e interpretazione della Scrittura, «in modo che non ne spregino l’eloquio sostanzioso, con la scusa che sono prive di enfasi, né credano che le parole e le azioni degli uomini che si leggono nei Libri sacri, avvolte e coperte come sono da rivestimenti carnali, per venir comprese non debbano essere spiegate e interpretate, ma intese così nel loro senso letterale».[41]
- Il rapporto con le dottrine eretiche. I primi tentativi di sistemazione delle verità di fede cristiane produssero molte interpretazioni differenti, bollate in un secondo momento come eretiche. In questo contesto, risulta di primaria importanza per Agostino indirizzare il nuovo discepolo verso la fede ortodossa e correggere quello colto, che può essere già venuto in contatto con testi eretici ed essere stato influenzato da essi.

## Trasmissione e influenza del testo
I manoscritti che ci trasmettono evidenza del testo del De catechizandis rudibus si aggirano attorno alla trentina (un numero non particolarmente ingente). Molteplici, tuttavia, i testi che lo riportano tramite citazioni o il cui contenuto dipende chiaramente dai precetti agostiniani qui contenuti.

### Attestazioni antiche e medievali
Le prime attestazioni in nostro possesso sono attinte da Eugippio, che nei suoi Excerpta ex operibus Sancti Augustini ne include sette citazioni. Poche le testimonianze medievali, quando l’introduzione del battesimo infantile e del nuovo sistema di insegnamento scolastico dovettero contribuire al relativamente scarso interesse per il trattato agostiniano.

### Ordo de catechizandis rudibus
Alla fine dell’VIII secolo questo testo sembra legato al processo di conversione degli Avari, che seguì la loro sottomissione da parte di Carlo Magno. A questo proposito, ad Alcuino venne richiesto, da parte di Arno di Salisburgo, uno scritto di istruzioni per la predicazione e conversione al messaggio cristiano. Egli inviò dunque all’arcivescovo due proprie epistole, senza tuttavia fornire ad Arno il testo da lui richiesto; a questa necessità sopperì la compilazione dell’anonimo Ordo de catechizandis rudibus, realizzato probabilmente da un membro del seguito dello stesso arcivescovo. Se dunque non è possibile affermare la dipendenza del testo delle lettere di Alcuino dal cat. rud. (che pure viene da lui citato), il trattato agostiniano è sicuramente una delle fonti principali per il compilatore dell’Ordo. Estratti di quest’ultimo confluirono poi in un secondo testo, uno scritto sul rito battesimale richiesto da Carlo Magno, a sua volta base di un’altra compilazione sul medesimo argomento a supplemento del De ecclesiasticis officiis Isidoro di Siviglia.

### Ricezione moderna
Il testo continua a costituire un punto di riferimento anche in età moderna: Giovanni Calvino, nell’Institutio Christianae Religionis, si richiama alla concezione di sacramento come inteso nel cat. rud. da Agostino; Georg Witzel, nel Catechismus ecclesiae, vi si riconduce nella sua difesa a un’istruzione scolastica basata sulle Scritture; Claude Fleury lo cita frequentemente nel Catéchisme historique; Johann Ignaz Felbiger lo nomina tra i testi da cui imparare a catechizzare nel Vorlesunger über die Kunst zu katechisieren e vi fa riferimento in svariati altri luoghi; Augustine Gruber, arcivescovo di Salisburgo, ne appronta una traduzione e lo cita in più opere.
Nella seconda metà del XIX secolo, caratterizzato dall’avvento di una catechesi neo-scolastica indifferente all’approccio storico-biblico agostiniano, l’interesse per il cat. rud. diminuisce; bisognerà attendere dunque l’inizio del XX secolo e l’avvento di un rinnovato interesse per la pedagogia perché questo testo divenga nuovamente oggetto di consultazione. Esso viene recentemente indagato da Franz Xaver Eggersdorfer nel Der Heilige Augustinus als Pädagoge per la sua centralità nella storia dell’educazione e da Elisabeth Reil come riferimento per la contemporanea discussione relativa alle modalità della didattica religiosa. Lo stesso papa Giovanni Paolo II cita esplicitamente il trattato in due dei suoi scritti, il Catechesi Tradendae e il Catechismo della Chiesa Cattolica. Agli autori citati si aggiungono infine innumerevoli studiosi che si sono confrontati con il testo agostiniano nella ricostruzione della storia non solo dell’insegnamento religioso, ma anche dell’educazione in generale.

## Stile

### Il genere letterario
Nel contesto culturale del primo cristianesimo, quando il movimento va diffondendosi e consolidandosi, la scelta del genere letterario da rendere veicolo del messaggio di fede risulta questione di non poco conto per gli scrittori cristiani. Per trasmettere il proprio insegnamento, Agostino si serve in questo caso della forma del trattato: nel rispetto di tale genere, si riscontra sin da principio una sistematica dichiarazione dei punti che saranno oggetto della trattazione successiva, che rivela una pianificazione coerente dell’opera nel suo complesso. Al contempo, tuttavia, non passa inosservata l’adozione da parte dello scrittore di toni talvolta più personali e caratteri propri della forma epistolare, dettati dalla necessità di comunicazione diretta con il destinatario particolare.
In definitiva, il genere letterario rispecchia da vicino la duplice finalità dell’opera, che da una parte è rivolta a portare risposta a una questione posta da un richiedente specifico, il diacono Deogratias, dall’altra si serve dell’occasione particolare come espediente per trattare temi che accomunano un pubblico più ampio del solo canale mittente-destinatario.

### Strumenti stilistici
Lo stile adottato da Agostino, in accordo con la finalità educativa dell’opera, risulta improntato quanto più possibile alla chiarezza espositiva. Ciò risulta manifesto nella frequente ripetizione dei concetti di maggior rilevanza, spesso rafforzati da esempi attinti dai testi sacri, che permettono un passaggio senza attriti dal piano pratico-educativo a quello teologico-spirituale. Anche nel caso di citazioni di questo tipo appare chiaro lo sforzo verso una comunicazione limpida: esse non sono portate come semplice comprovazione, da parte del testo sacro, di quanto affermato da Agostino in prima persona, ma il loro stesso significato è poi illustrato diffusamente. Per lo stesso scopo di chiarezza, lo scrittore non manca di servirsi di immagini comuni e parallelismi con situazioni attinte dalla vita quotidiana per illustrare contenuti pedagogici di più alto spessore.
Infine, notevole l’uso di elementi tratti dall’esperienza personale come strumento per avvicinarsi al vissuto dell’interlocutore e come veicolo per l’esposizione di concetti, sensazioni, percezioni che assumono portata universale, in quanto comuni a mittente e destinatario.

### Influenza della retorica ciceroniana
Tanto il tipo di domande poste da Deogratias quanto le risposte dello stesso Agostino sembrano presupporre come base comune la conoscenza di tecniche di strutturazione del discorso di ascendenza ciceroniana. Questo debito nei confronti dell’autore latino è perfettamente in linea con la formazione di Agostino: egli si confrontò a più riprese con scritti e orazioni ciceroniane nel corso della sua vita e, in qualità di maestro di retorica, dovette conoscere approfonditamente almeno il testo del De inventione. Nulla di strano, pertanto, che nello scambio con Deogratias si leggano frequenti riferimenti alla classica suddivisione del discorso in exordium,  narratio, partitio, confirmatio, reprehensio e conclusio.
Presupponendo questo schema di base, Deogratias chiede consiglio in merito ai contenuti della narratio: secondo il testo agostiniano, le questioni sollevate dal diacono dovevano riguardare infatti da dove iniziare il discorso e fino a che punto protrarlo, e la necessità o meno di concluderlo con un'exhortatio. Quello che egli spera di ottenere da Agostino sono consigli di tipo tecnico in merito a contenuto e struttura di un discorso rivolto alla catechesi, ma che presupponga uno schema affine a quello che Cicerone delinea per la composizione di un'orazione.
Non solo la classica struttura dell’orazione ciceroniana risulta chiaramente presupposta nel dialogo tra destinatario e mittente, ma si riscontrano similarità anche tra gli stessi consigli di Agostino e le indicazioni di Cicerone relative alle finalità delle singole parti dell’orazione. In evidente parallelismo rispetto agli scopi dichiarati dell'exordium ciceroniano, Agostino afferma che colui che si fa portatore del messaggio di catechesi deve innanzitutto entrare in contatto con il destinatario, saggiarne le motivazioni e adattare di conseguenza il proprio parlato all'uditorio.
Di fronte poi a un interlocutore che presenti motivazioni indegne per la sua curiosità nei confronti della dottrina cristiana, Agostino consiglia al catechista di non esitare a servirsi di rimprovero (blandus et lenius) e di rispondere pazientemente alle obiezioni eventualmente portate dall’allievo; queste indicazioni, volte a consolidare e difendere il discorso catechistico nel suo complesso, richiamano da vicino le funzioni che Cicerone attribuisce alle sezioni di confirmatio e reprehensio.
Infine, anche la conclusione del trattato stesso si attiene da vicino alla struttura della conclusio ciceroniana, riassumendo gli argomenti trattati (enumeratio), scagliandosi contro pagani, eretici, giudaici e falsi professatori di fede (indignatio), lodando gli esempi di vera fede entro la Chiesa (conquestio).